# Nootjärv
Nootjärv (est. Nootjärv) – jezioro w gminie Illuka, w prowincji Virumaa Wschodnia, w Estonii. Położone jest na terenie obszaru chronionego krajobrazu Kurtna (est. Kurtna maastikukaitseala). Ma powierzchnię 2,1 hektara, linię brzegową o długości 879 m, długość 320 m i szerokość 220 m. Jest otoczone lasem. Jest jednym z 42 jezior wchodzących w skład pojezierza Kurtna (est. Kurtna järvestik). Znajduje się około 3 km od miejscowości Kurtna. Sąsiaduje z jeziorami Virtsiku järv, Allikjärv, Kihljärv, Mätasjärv, Konnajärv, Kurtna Mustjärv.